# Cámara de Arte y Curiosidades

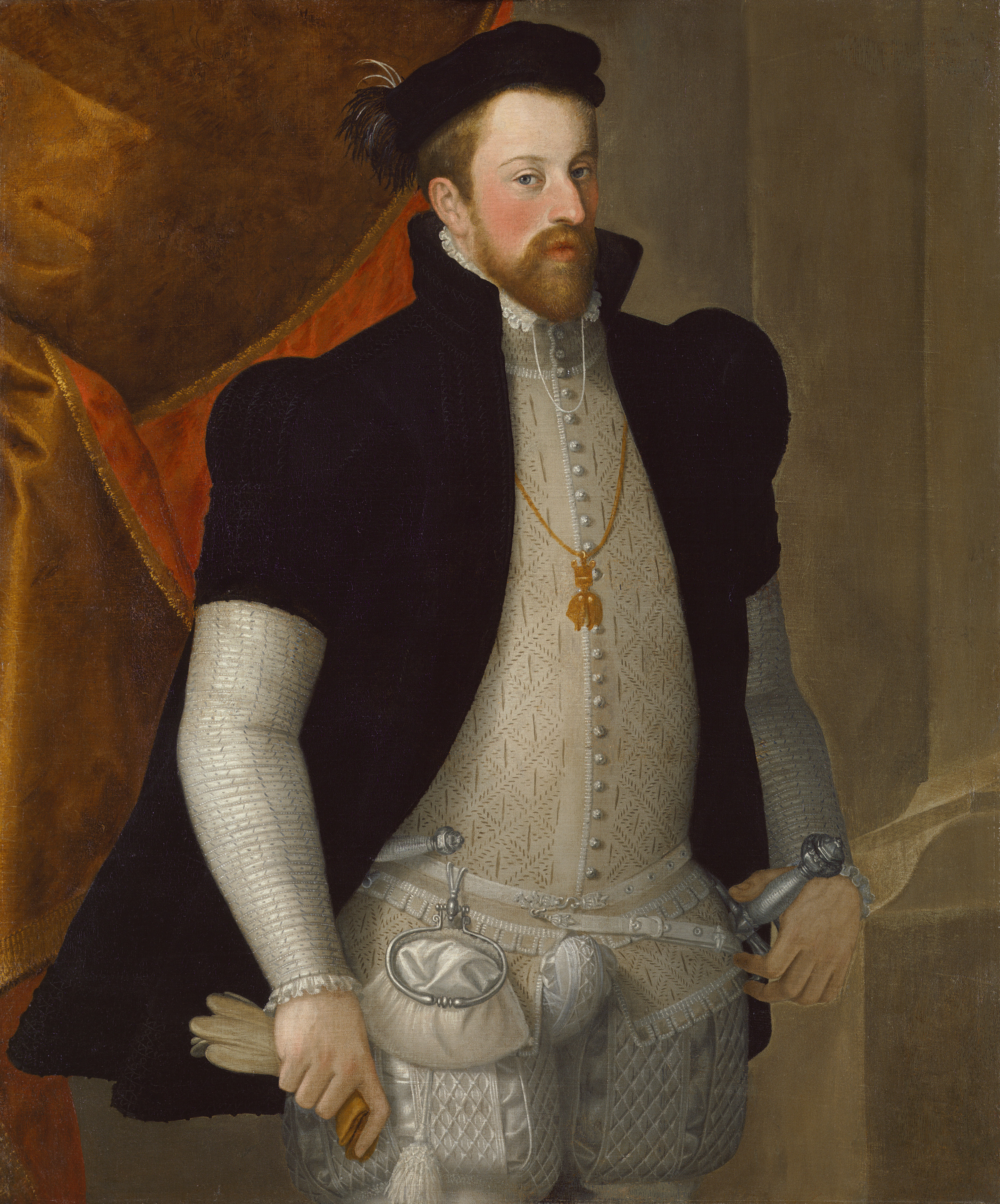
Fernando II de Austria.

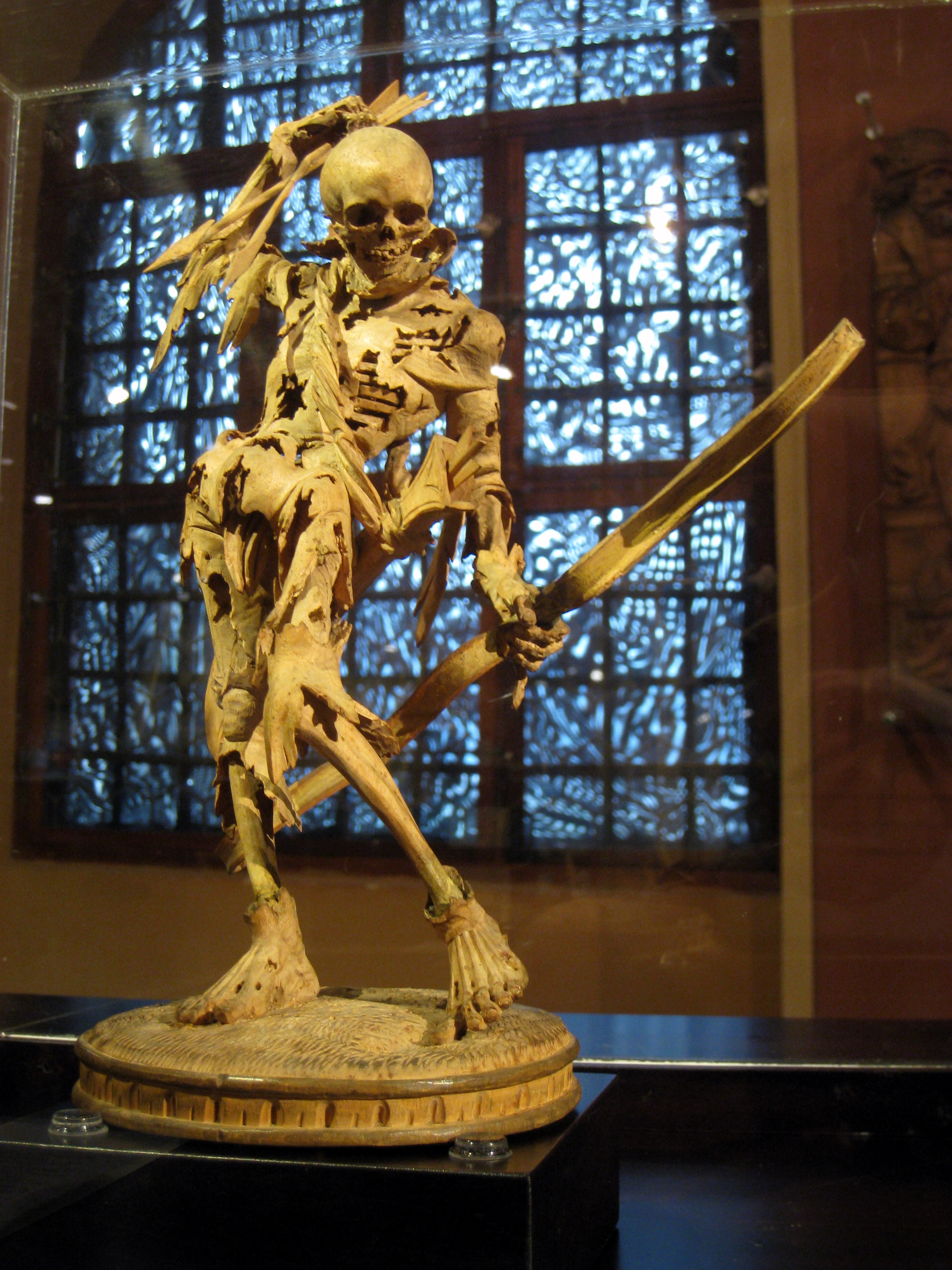
Imagen de la muerte, Hans Leinberger,

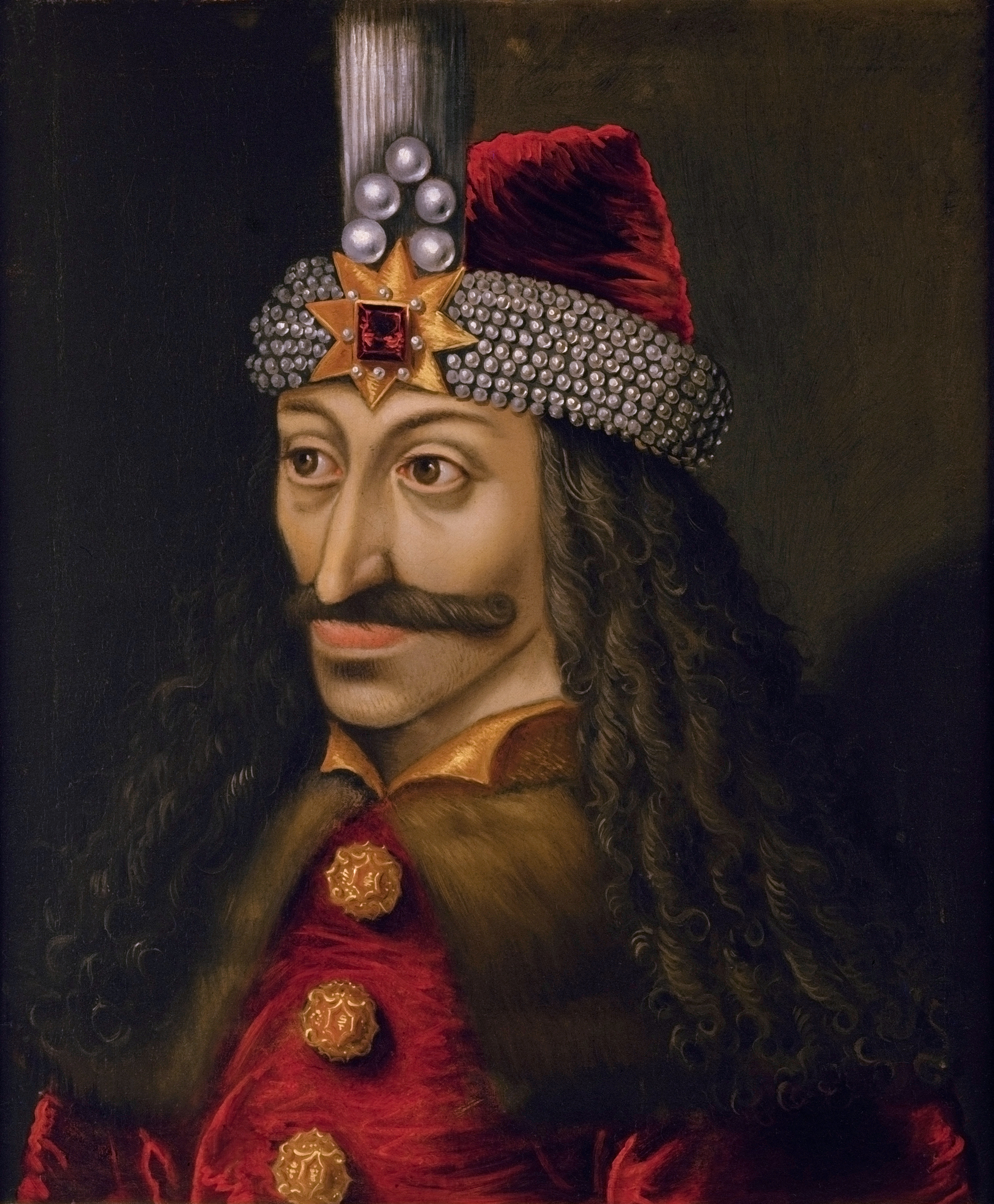
Vlad III el Empalador, anónimo,

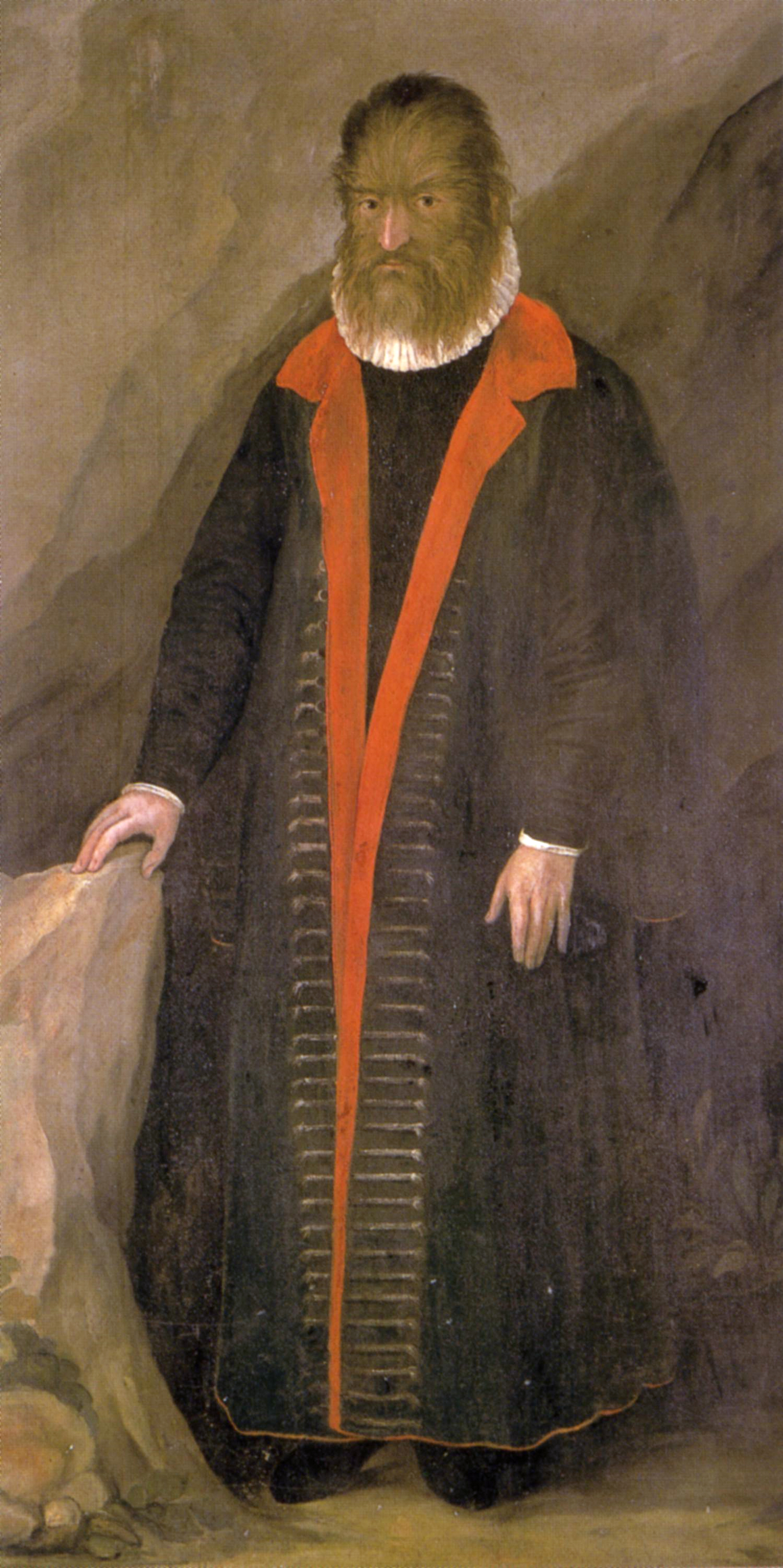
Petrus Gonsalvus, anónimo, hacia 1580.

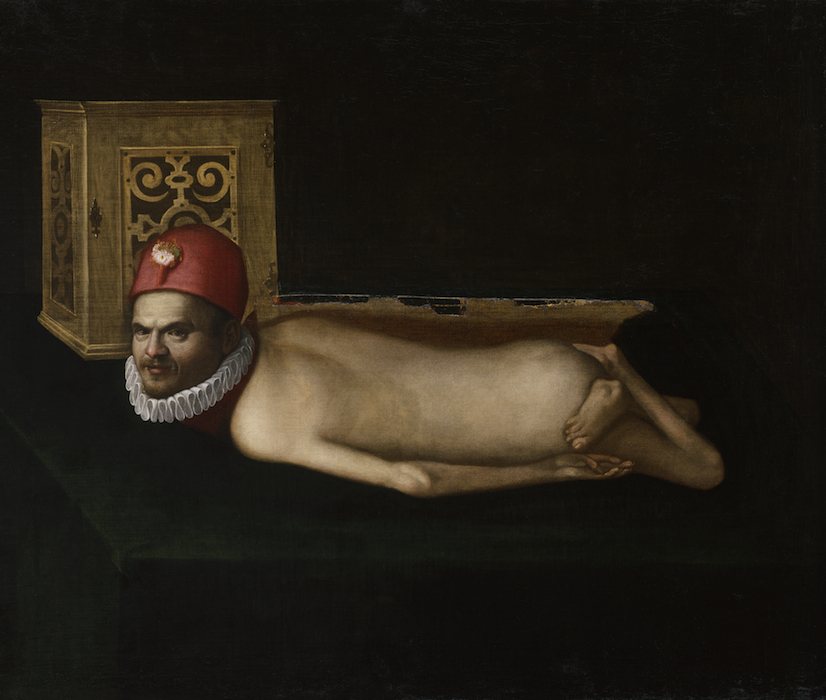
Discapacitado, anónimo,.

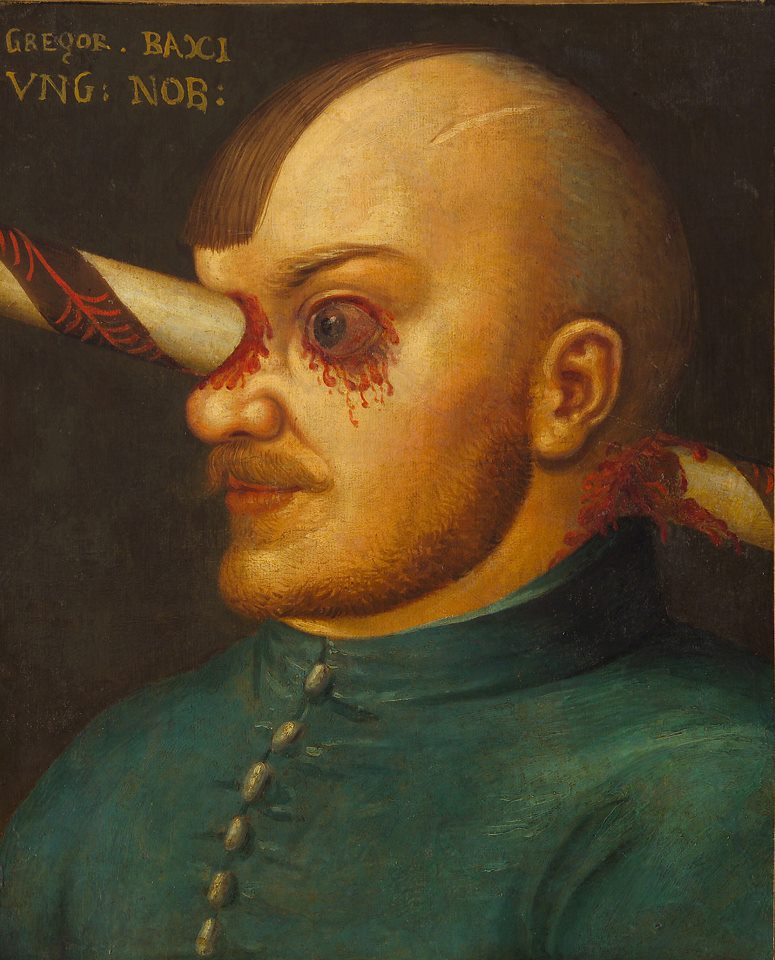
Gregor Baci, anónimo,.

La Cámara de arte y curiosidades o Cámara de arte y maravillas es un gabinete de curiosidades construido por el archiduque Fernando II de Austria en el siglo XVI. El sentido no pretende ser curiosidades —una terminología del siglo XIX—, sino maravillas de la naturaleza. Representa un excelente ejemplo de colección de arte del renacimiento tardío, cuando el interés de los coleccionistas se orientaba hacia el gusto por lo valiosas de sus características. Se encuentra en el Castillo de Ambras en Innsbruck (Austria). La Kunst- und Wunderkammer es la única Kunstkammer renacentista que se conserva en su ubicación original y es un monumento cultural incomparable. La Cámara de arte y maravillas se encuentra en un edificio especialmente construido —el llamado Castillo (o palacio) inferior (Unterschloss)—, convirtiendo al Palacio de Ambras en el museo más antiguo del mundo.
Fernando II de Austria, al igual que muchos gobernantes renacentistas, estaba interesado en la promoción de las artes y las ciencias. Empleó largo tiempo y dinero para formar su colección, y convirtió el castillo medieval de Ambras en una magnífico palacio renacentista. Junto a la Cámara de arte y maravillas, el castillo alberga una armería con armas y armaduras de la Edad Media y el Renacimiento —una de los más importantes en su género—, la famosa Galería de retratos de Habsburgo (Hans Burgkmair, Lucas Cranach el Joven, Giuseppe Arcimboldo, Peter Paul Rubens, Diego Velázquez, y otros) y la Colección de vidrio Strasser. También hay algunas pinturas de Hans von Aachen. El Palacio de Ambras es un museo federal austríaco y forma parte del Museo de Historia del Arte de Viena.

## La colección
El museo presenta una amplia variedad de rarezas, como la escultura de madera llamada Imagen de la muerte, de Hans Leinberger, copas, objetos de coral, estatuas de vidrio, autómatas mecánicos y otros objetos. La parte dedicada a Asia incluye una espada samurai y algunas pinturas sobre seda.

### Imagen de la muerte
Se trata de una escultura que representa a la muerte en la forma de un arquero que se prepara para sacar su flecha del carcaj. La escultura está tallada en madera de peral. Fue creada por el escultor Hans Leinberger a finales del siglo XVI.
El cuerpo sigue un movimiento de rotación, en contraste con la iconografía y modelos de esculturas clásicas del renacimiento. Una situación similar se presenta en la figura de bronce de Alberto IV de Habsburgo para la tumba de Maximiliano I, en el atrio de la iglesia en Innsbruck.

### Pinturas
La colección también incluye una serie de retratos de sujetos, algunos de los cuales en su momento fueron considerados como milagros de la naturaleza. Los pintores suelen ser anónimos. En la colección se incluye a gigantes y enanos, personas con hipertricosis y deformaciones, etcétera. Entre las pinturas destacan:

#### Retrato de Vlad Tepes
La efigie de Vlad el Empalador fue pintada alrededor de un siglo después de su reinado y es uno de sus primeros retratos. No aparece retratado con la intención de presentarlo como un gobernante heroico o ejemplar, sino como un «símbolo de la crueldad».

#### Petrus Gonsalvus
La colección incluye una pintura de éste (Petrus Gonsalvus), así como retratos de parte de su familia que también sufrieron de formas extremas de hipertricosis, también llamado «síndrome de Ambras» en 1933 en referencia a su representación en esta colección. Nacido en 1537 en Tenerife (Canarias), Petrus Gonsalvus entró en la corte de Enrique II de Francia, que lo envió a la de Margarita de Austria, regente de los Países Bajos. Allí se casó y tuvo hijos, algunos de los cuales también sufrieron de su misma enfermedad. Su caso y el de su familia fue objeto de varias investigaciones médicas, entre otros, por Ulisse Aldrovandi. Gonsalvus luego se estableció en Italia, donde murió.

#### Persona con discapacidad
Es una pintura inusual de finales del siglo XVI, que representa a un hombre con deformidades físicas severas, colocado sobre una mesa oscura. En el estilo típico de los retratos, el sujeto mira al espectador, mientras que la parte superior de la cabeza está cubierta por un sombrero. El hombre está desnudo y vistiendo sólo un cuello, mientras que sus extremidades aparecen flácidas y sin vida. El hombre era probablemente un bufón de la corte.

#### Gregor Baci
Según la tradición, el hombre que aparece en esta pintura sería un noble húngaro llamado Gregor Baci, que al parecer, sobrevivió a una lanzada que le entró por su ojo derecho y le traspasó la cabeza. La lesión pudo ocurrir durante un torneo de justas. En el inventario de 1621, sin embargo, el hombre se identificó como un húsar húngaro que recibió el golpe durante una batalla contra los turcos. Sin embargo, el retrato inusual despertó el interés de Fernando II de Austria, que no estaba interesado en la pintura en sí misma, sino más bien en la autenticidad de la persona representada.